# Air Horizont
Air Horizont — мальтійська чартерна авіакомпанія зі штаб-квартирою у місті Мсіда, Мальта і базою в аеропорту  Сарагоса, Іспанія. Дочірня компанія Corporacion Aragonesa Aeronautica S.A

## Флот
На липень 2019